# Cabrafotuda
Fran Tudela i Lloret (la Vila Joiosa, 1996), més conegut amb el pseudònim de Cabrafotuda (per la dita popular «De la Vila i plores, cabra fotuda»), és un humorista valencià conegut a les xarxes socials pels seus vídeos d'humor en què imita professores d'anglès i mares valencianes, sobre l'odissea de preparar el nivell C1 de valencià o amb receptes de cuina de la seua uela, tot això sense oblidar algunes de les principals reivindicacions polítiques presents, com la lluita LGTBI, el Black Lives Matter o els drets lingüístics.
És també col·laborador del programa de ràdio d'À Punt Podríem fer-ho millor, tasca per la qual, el 2022, fou mereixedor del II Premi a la creació de continguts audiovisuals en català, aranès i llengua de signes catalana (LSC) a les xarxes, que atorga el Grup d'Estudi de Llengües Amenaçades, la Xarxa Vives d'Universitats i Òmnium Cultural.
El 2024, va guanyar el premi AMIC-Tresdeu al creador/a de contingut d'humor i va quedar nominat al millor creador/a de l'any. El 2025, en el marc dels Premis CRIT, va ser condecorat amb el premi al millor creador de l'any i el premi al millor projecte en informació i actualitat.